# 皮耶路易吉·科利纳
皮耶路易吉·科利纳（Pierluigi Collina，1960年2月13日—）是一位意大利足球裁判。這位曾經執法於意大利甲組足球聯賽的球證懂得意大利文、西班牙文、法文、英文等多國語言，於1977年初次執法，並於1991年於意甲初次執法，1995年曾經於國際賽事中執法。

## 背景
科利纳於1960年在博洛尼亞出生，父親是公務員，而母親則是小學教師。1984年他得到了博洛尼亞大學經貿學院的學位。直至1991年，他一直在羅馬的一所銀行工作，擔當金融顧問一職，並組織了自己的家庭。在工作之餘的時間他便會擔任球證，而作為一名足球球證，哥連拿的最大嗜好並不是足球，反而是籃球，而他更是博洛尼亞籃球聯賽的忠實球迷。

## 由球員轉為球證
哥連拿在儿时加入了他家附近的球隊Don Orione，可惜大部份的時間都只能充當後備。到了15歲時他便決定轉投 Pallavicini，並在球隊擔任中堅位置兩個球季之久，可是在這兩季他常因為犯規而被教練換下，其球員生活並不如意。
17歲的時候，哥連拿因為受傷患影響，久未有上陣機會，當時教練要求他擔任練習賽的裁判工作，就在該場比賽他的隊友 Fausto Capuano 覺得他的執法能力出色，所以建議他參加球証訓練班，哥連拿就是這樣走上球証的道路。

## 球證生涯
在完成訓練課程之後，哥連拿便正式成為球證，在短短三年的時間內他已經成為當區最佳的球證，意大利足總也開始找他執法一些重要的比賽。哥連拿的球證生涯亦曾經出現過危機，在初當球證之時因為花的時間太多，而且球證的薪資不高，不像現今的國際球證有10萬歐元年薪那麼豐厚，所以他曾陷入了經濟困境。
哥連拿自1983年開始在意大利巡迴進行業餘比賽的執法工作，在5年期間他便開始在意丙1與意丙2擔任裁判。為了讓自己再進一步，他再次接受球證訓練課程，進行意乙和意甲的裁判準備工作。完成課程後他只在乙組執法過5場，便被足總升上意甲執法，在意甲這個大舞台上演出，他首場執法的意甲賽事是維羅納主場迎戰阿斯科利。
他後來亦曾因為作出具爭議性的判決而備受批評。早年他曾因誤判，而跪在國際米蘭的後備席懺悔，做法相當出位。哥連拿亦被外界批評過於針對祖雲達斯，往往對祖雲達斯的犯規給予嚴厲的判決。

## 退休
哥連拿因在2005年8月與汽車製造商 Opel 簽訂一份價值80萬歐元的贊助合同，而 Opel 又是意甲球隊AC米蘭的贊助商，因此意大利足總認為這將帶來利益衝突，影響到判決的公信力，所以決定不再讓哥連拿執法意甲，要求他終止合同並到乙組執法。
這樣的判決對哥連拿來說算得上是一種懷疑，而這位被認為是世界最佳的球證，為保名節而於9月宣佈退休，而他明顯對官方的不信任態度，感到非常不滿及無奈，他說：“經歷這28年的裁判生涯，我決定退休。這是我沒法迴避的一件事。到乙組執法並不是一個問題，但如果對我失去了信任，我就沒有必要再繼續工作。作為一個裁判，我認為我最好的決定就是離開，因此我這樣做了。當然，這對誰都沒有好處，是一個雙輸的局面。”
在明哲保身的情況下，退休似乎是最佳的方法，如果想繼續在球場上享受球証這權威工作，哥連拿唯一的出路便是離開意大利。日本職業足球聯賽主席得知哥連拿在意大利退下來的消息後，表示有意得到這位球證襄助，以提高國內球証的執法水平，當然他們亦看上了哥連拿的新聞及商業價值。雖有傳言他會到英超執法，但最哥連拿最後仍選擇放棄其幾十年來的球證事業。
這樣的退休對哥連拿來說，或許不是一個美滿的結局，但由他早年的自傳中得知，其實他已對球證一職感到失落。就像他自傳的結尾所言：“我站在萬千人中間，感到的只有孤獨。”

## 軼事
哥連拿於足球界具有較高知名度，其最大原因是來自於他的光頭形象。他的光頭形象始於1986年，嚴重的脫髮病使他在15天之內失去了所有的頭髮。或許對一個男士來說，脫髮是一個沉重的打擊，不過哥連拿從未為此而煩惱，反而為他打做了一個獨特的形象，縱使將來沒有機會在球場看到他執法，但大家一提起光頭球證時，第一個想起的必然是他——哥連拿。